# قناة النيل للأخبار
النيل للأخبار هي قناة فضائية إخبارية مصرية تبث من القاهرة، وتهتم القناة بالأخبار السياسية والرياضية والاقتصادية بالإضافة للبرامج الحوارية؛ بدأت البث في 6 أكتوبر 1998، وكانت في البداية إحدى قنوات شبكة تليفزيون النيل التابعة لإتحاد الإذاعة والتليفزيون المصري قبل أن تنتقل إلى مركز أخبار مصر التابع لنفس الاتحاد، يعمل بقناة النيل حوالي 300 موظف.

## نبذة تاريخية
بدأ البث التجريبي لقناة النيل في 31 مايو 1998، على مدى أربع ساعات يوميا وبدأ البث الفعلي في السادس من أكتوبر 1998 وامتد إرسالها ليصل إلى عشرين ساعة يوميا، أول من أدار القناة كان حسن حامد مع إدارته لقطاع القنوات المتخصصة ثم سميحة دحروج ومن ثم هالة حشيش حتى تم ضمها لقطاع الأخبار بدلا من قطاع القنوات المتخصصة وأصبحت تحت رئاسة عبد اللطيف المناوي ومنال الدفتار نائبا لرئيس القناة. ومع حرب العراق وأمريكا امتد الإرسال ليصل إلى 24 ساعة يومياً، ومع بداية عام 2007 وتغير اسم القناة ليصبح قناة مصر الإخبارية، ومنذ بدايتها والقناة تقدم الأخبار والبرامج الإخبارية والسياسية بصورة غير تقليدية تراعي الحداثة في أسلوب التقديم والعرض وتتميز بالجرأة في التناول وتحقيق أكبر قدر من المصداقية والموضوعية.
تتميز برامجها الإخبارية والسياسية بالطابع القومي الذي يحقق رسالة القناة لجمهورها المستهدف خارج حدود الوطن لربطهم بمصر والتخفيف من مشاعر الغربة، وتولى القناة اهتماما كبيرا بانعقاد الندوات والحوارات الموسعة بين ممثلي التيارات السياسية المختلفة لإثراء الحوار والتعبير عن كل وجهات النظر المصرية على اختلافها.
بجانب برامجها الدورية فهي تعتمد إلى حد كبير على الحلقات الخاصة والتقارير التي تتابع بالنقد والتحليل تطورات الأحداث داخليا وعربيا ودوليا وتقدمها في قوالب تراعى أحدث أشكال الفن التليفزيوني إعدادا وتقديما وإخراجا بصورة تتناسب مع طبيعة الأحداث والقضايا التي تتصدى لها، وهناك البرامج الحوارية التي تعتمد بشكل أساسي على حوار الشخصية وإلقاء الضوء على جوانبها غير المعروفة وما كانت تمثله من إضافة لحركة الأحداث في حقبة زمنية ماضية مارست فيها عطاءها وتأثيره. متابعة موضوعية لكافة جوانب النشاط الاقتصادي في قطاعات الإنتاج المختلفة والذي تفرد له القناة مساحات كبيرة تتفق مع النهضة الاقتصادية الشاملة التي تشهدها مصر حاليا ومع ما تتمتع به الجوانب الاقتصادية من اهتمام عالمي كبير.

## تطوير القناة
بدأ قطاع الأخبار بالتليفزيون المصري العد التنازلى لإعادة إطلاق قناة النيل الإخبارية، بعد مشروع التطوير والتحديث الشامل، والذي قال عنه الإعلامى إبراهيم الصياد رئيس القطاع إنه سيطلق قناة جديدة في كل شيء مستعينا بالعناصر والكوادر الموجودة بالفعل في قناة الإخبار الحالية.
القناة الجديدة ستكون موجهة للمنطقة العربية، وأنها ستحمل وجهة النظر المصرية فيما تشهده المنطقة من أحداث سياسية مهمة.
وداخل قطاع الأخبار تجرى اجتماعات بشكل يومى بين رئيس قطاع الأخبار والخبراء الأجانب للوقوف على الشكل النهائى لقناة الأخبار المصرية، وكانت الشركة الألمانية المتخصصة قد انتهت من تطوير وتجهيز أستوديو»5 «بأحدث الوسائل البصرية والأجهزة، التي تستخدم لأول مرة في مصر والمنطقة كلها، وعلى مساحة 800 متر تم إعداد ديكورات لبرنامجى التوك شو الأساسيين في القناة» صباح جديد «، و» مباشر من القاهرة «، إضافة إلى استوديو للنشرات الإخبارية، غرفة أخبار على أعلى مستوى.
ويدخل مشروع قناة النيل حاليا في المرحلة النهائية والمتعلقة بالهيكل الإدارى واختيار الكوادر الواعدة، التي ستتولى تنفيذ التصورات الجديدة لما ستقدمه القناة، وتسكين الوظائف القيادية الشاغرة في إدارة القناة، كذلك البدء في مشروع إعادة تأهيل العاملين وتدريبهم على المهام الجديدة، التي سيتولونها بعد إطلاق القناة في شكلها الجديد، وتجديد شباب القناة بدفع مجموعة جديدة من الإعلاميين الموهوبين، الذين يمكنهم ضخ دماء جديدة للقناة بأفكار برامج وموضوعات غير تقليدية.
ويتم بمراجعة أداء القناة في الفترة الأخيرة، التي كشفت عن أداء جيد لكتيبة عمل من المخلصين استطاعت الخروج ببرامج ونشرات القناة من استوديو»38 «، الذي لا يناسب إطلاقا تقديم برامج هواء بهذا الحجم، حيث إنه كان مخصصا في الأساس لتصوير البرامج المسجلة.وبدأ بالفعل البث الجديد للقناة منذ يوم 11 فبراير 2013

## الجوائز
1- مهرجان الاعلام العربي 2010 : الجائزة الذهبية في «تنويه البرامج»
2- مهرجان القاهرة للإذاعة والتلفزيون 2010: جائزة أفضل مراسلة ل «ميسون الموسوى» مراسلة النيل للأخبار في العراق
3- جائزة أفضل مراسل لقناة فضائية دولية لتغطية أحداث غزة 2014 لعمر بشير مراسل النيل في غزة

## وصلات خارجية
- موقع قناة النيل